# Monika Kogler
Monika Kogler (4 marzo 1970) è un'ex sciatrice alpina austriaca.

## Biografia
Specialista delle prove veloci originaria di Sankt Johann in Tirol, la Kogler debuttò in campo internazionale ai Mondiali juniores di Madonna di Campiglio 1988; l'anno dopo, nella rassegna iridata giovanile di Alyeska 1989, vinse la medaglia d'argento nella discesa libera. In Coppa del Mondo ottenne il primo piazzamento il 6 gennaio 1991 a Bad Kleinkirchheim in discesa libera (14ª), conquistò il miglior risultato il 9 gennaio 1993 a Cortina d'Ampezzo nella medesima specialità (8ª) e prese per l'ultima volta il via il 29 gennaio 1994 a Garmisch-Partenkirchen ancora in discesa libera (58ª), ultimo piazzamento della sua carriera. Non prese parte a rassegne olimpiche o iridate.

## Palmarès

### Mondiali juniores
- 1 medaglia:
  - 1 argento (discesa libera ad Alyeska 1989)

### Coppa del Mondo
- Miglior piazzamento in classifica generale: 50ª nel 1993

### Campionati austriaci
- 1 medaglia[1]:
  - 1 oro (discesa libera nel 1990)